# Tetragonia decumbens
Tetragonia decumbens är en isörtsväxtart som beskrevs av Philip Miller. Tetragonia decumbens ingår i släktet tetragonior, och familjen isörtsväxter. Inga underarter finns listade i Catalogue of Life.